# Février 1967

## Évènements
- 5 février :
  - Programme d’Arusha (Arusha Declaration) lancé par Julius Nyerere en Tanzanie pour le développement agricole. Il préconise une réforme de l’agriculture par la « villagisation » ; dans cette version du « socialisme à l’africaine », l’industrialisation devait être réalisée dans un second temps, grâce au profit du secteur primaire et sans recours à l’endettement extérieur. Le nombre de villages passe de 1 200 (500 000 habitants) en 1970 à 8 216 (13 905 000 habitants) en 1979.
  - Début de la dictature d’Anastasio « Tachito » Somoza au Nicaragua (1967-1972, 1974-1979).
  - Triplé de Ferrari avec 2 Ferrari 330P4 de l'écurie Ferrari s.p.a. et la Ferrari 412P du North American Racing Team lors des 24 Heures de Daytona 1967.
- 8 février : mort en prison de Chairul Saleh, ancien ministre indonésien de l’économie arrêté en 1966 avec Subandrio, ancien ministre des Affaires étrangères, dans le but d’isoler Soekarno.
- 15 février :
  - Accord financier entre le Mali et la France.
  - Début de l'exploitation de gisements pétrolifères dans la région orientale de l’Équateur (Lago Agrio)[1].
- 16 février, France : ouverture à Paris de l’Exposition sur le trésor de Toutânkhamon.
- 20 février
  - Indonésie : Soekarno transmet les pouvoirs gouvernementaux au général Suharto.
  - Recul du Parti du Congrès aux élections en Inde[2]. Il perd 78 députés, avec 40,8 % des voix (44,7 % en 1962). Les partis de droite progressent : le Jan Sangh (9,4 %) et le Swatantra, parti libéral (8,7 %) au détriment de la gauche. Sur le plan régional, le Congrès perd la majorité dans huit États sur quinze.
- 22 février, France : débat François Mitterrand-Georges Pompidou à Nevers[réf. nécessaire].
- 27 février, France : débat François Mitterrand-Mendès France à Grenoble[réf. nécessaire].

## Naissances
- 2 février : 
  - Laurent Giammartini, joueur français de tennis en fauteuil roulant.
  - Fatih Portakal, présentateur de télévision et journaliste turc.
  - Mothetjoa Metsing, homme d'État lésothien.
- 6 février : Izumi Sakai, chanteuse japonaise. (Zard).
- 14 février : Mark Rutte, homme d'État néerlandais. Premier ministre des Pays-Bas depuis 2010.
- 18 février : Laurent Tirard, réalisateur, scénariste et critique de cinéma français († 5 septembre 2024).
- 19 février : Benicio del Toro, cinéaste américain.
- 20 février : Kurt Cobain, chanteur et leader du groupe Nirvana.
- 26 février : Serge Chamchinov, artiste plasticien.
- 27 février : Patrick Stoof, acteur, metteur en scène et parolier néerlandais.

## Décès
- 6 février : Martine Carol, actrice française (° 1920).
- 18 février : Robert Oppenheimer, physicien américain (° 1904).